# Кубок Австрії з футболу 1934—1935
Кубок Австрії з футболу 1934—1935 — 17-й офіційний розіграш турніру. Переможцем змагань вшосте став столичний клуб «Аустрія».

## Чвертьфінали
| Команда 1                    | Рахунок | Команда 2          |
| ---------------------------- | ------- | ------------------ |
| 17 квітня 1935               |         |                    |
| «Аустрія»                    | 4:2     | «Відень»           |
| «Рапід»                      | 1:1     | «Вінер Шпорт-Клуб» |
| 25 квітня 1935               |         |                    |
| АБС «Відень»                 | 1:5     | «Вінер АК»         |
| 12 травня 1935               |         |                    |
| «Хакоах»                     | 11:3    | «Нойбауер»         |
| Перегравання. 15 травня 1935 |         |                    |
| «Вінер Шпорт-Клуб»           | 3:5     | «Рапід»            |

## Півфінали
| Команда 1      | Рахунок | Команда 2  |
| -------------- | ------- | ---------- |
| 22 травня 1935 |         |            |
| «Аустрія»      | 5:1     | «Хакоах»   |
| «Рапід»        | 4:5     | «Вінер АК» |

## Фінал
| 30 травня 1935 |

| «Аустрія»                                    | 5 — 1  | «Вінер АК»  |
| -------------------------------------------- | ------ | ----------- |
| 12', 25' Штро 14', 18' Сінделар 62' Єрусалем | (Звіт) | 90' Малечек |

| «Пратер», Відень Глядачів: 12 000 Арбітр: Адольф Розенбергер |

| Аустрія                  |                  |
|                          |                  |
| ВР                       | Рудольф Церер    |
| ЗХ                       | Карл Андріц      |
| ЗХ                       | Карл Сеста       |
| ПЗ                       | Карл Адамек      |
| ПЗ                       | Ганс Мок         |
| ПЗ                       | Вальтер Науш (к) |
| НП                       | Йозеф Мольцер    |
| НП                       | Йозеф Штро       |
| НП                       | Маттіас Сінделар |
| НП                       | Камілло Єрусалем |
| НП                       | Рудольф Фіртль   |
| Тренер:                  |                  |
| Роберт Ланг / Єне Конрад |                  |

| ВАК     |                   |
|         |                   |
| ВР      | Ежен Брандштеттер |
| ЗХ      | Вільгельм Людвіг  |
| ЗХ      | Карл Маєр         |
| ПЗ      | Густав Талер      |
| ПЗ      | Йоганн Гоффманн   |
| ПЗ      | Гайнольд          |
| НП      | Алоїз Маєр        |
| НП      | Франц Шиллінг     |
| НП      | Тедор Малечек     |
| НП      | Франц Райзінгер   |
| НП      | Карл Губер (к)    |
| Тренер: |                   |
| Зелінка |                   |